# (35333) 1997 EW55
1997 EW55 (asteroide 35333) é um asteroide da cintura principal. Possui uma excentricidade de 0.04740370 e uma inclinação de 1.12221º.
Este asteroide foi descoberto no dia 10 de março de 1997 por Eric Walter Elst em La Silla.